# M42

Lägeskarta

M42 är en motorväg mellan Birmingham och Ashby-de-la-Zouch i Storbritannien. Motorvägen utgår från Bromsgrove som ligger strax söder om Birmingham och går via Solihull och Tamworth.